# Puig de Sant Joan
El Puig de Sant Joan és una muntanya de 1.747 metres que es troba entre els municipis de Camprodon i de Molló, a la comarca catalana del Ripollès.